# Réforme Marois
La réforme Marois est une réforme du système d'éducation québécois. Mise de l'avant par la ministre de l'Éducation Pauline Marois à partir du 24 août 1997, cette réforme visait à laïciser le système scolaire québécois, fondé depuis la Confédération canadienne sur les droits acquis dont ceux portant sur la religion. Cette réforme a été rendue possible par l'adoption d'un amendement à la Constitution canadienne.
Les commissions scolaires catholiques et protestantes sont alors supprimées et remplacées par des commissions scolaires francophones et anglophones. Par exemple, la plus grande commission scolaire de la province, au cœur de Montréal n'est plus la Commission des écoles catholiques de Montréal (CECM) mais la Commission scolaire de Montréal (CSDM). 
Cette réforme influence également les programmes d'études en ouvrant la porte au projet d'abolir les cours obligatoires de morale ou de religion (au choix de l'élève et de ses parents).
La réforme Marois a été critiquée par plusieurs spécialistes du milieu de l'éducation, et notamment par la pédagogue Régine Pierre.

## Changements apportés
Depuis quelques années, d'importants changements ont été apportés à la réforme scolaire. Par exemple, les cours de mathématiques en 4e et 5e secondaire ne portent plus les mêmes noms. En 4e secondaire, comme en 5e secondaire, les cours de 416 (514), 426 (526) et 436 (536) ont été remplacés par les séquences culture, société et technique, technico-sciences et sciences naturelles. 
Un autre changement majeur apporté à la réforme scolaire était le cours d'éthique et de culture religieuse. Ce cours, s'adressant tant aux élèves du primaire que du secondaire, a vu le jour à la rentrée scolaire de 2008. Ce cours a remplacé les cours d'enseignement moral et de religion, autrefois enseignés aux élèves partout au Québec. Ce cours fut l'objet de plusieurs critiques.
Le cours d'« économie familiale » a également été supprimé du programme d'enseignement secondaire.